# Nekrolog 1256
Nekrolog
◄◄
| ◄
| 1252
| 1253
| 1254
| 1255
| 1256 | 1257 | 1258 | 1259 | 1260 | ► | ►►
Weitere Ereignisse | Allgemeiner Nekrolog 1256
Die Beschreibung der verstorbenen Person sollte so kurz wie möglich gehalten sein und nur deren signifikante Tätigkeit(en) enthalten.
Neue Namen ggf. auch unter dem Geburts- und Sterbedatum, also etwa unter 1. Januar und im Geburts- und Sterbejahr (2024) eintragen (nur bei entsprechender großer Wichtigkeit). Für Beispiele siehe die schon vorhandenen Artikel.
Außerdem über die fünf zuletzt Verstorbenen, zu denen es einen ausreichend guten Artikel für eine Präsentation auf der Hauptseite gibt, nach der todesbedingten Überarbeitung der Artikel ggf. auch unter Wikipedia Diskussion:Hauptseite informieren und sie am besten auch in den anderen Wikipedia-Sprachversionen eintragen. Tipp: Regelmäßig bei news.google.de nach „ist tot“, „gestorben“ oder „verstorben“ suchen.
Wenn eine Person gestorben ist, gibt es viele Seiten zu dieser Person in der Wikipedia, die davon auch betroffen sind und entsprechend aktualisiert werden müssen. Beispiele: Namenübersichtsseite, Geburtsjahr, Geburtsort-Seiten und viele mehr.
Wie finde ich die betroffenen Seiten?
Im Suchfeld auf der linken Seite gibt man den Suchbegriff so ein: „Vorname Nachname“. Dann klickt man auf Volltext und alle Seiten mit entsprechendem Suchtext werden aufgerufen. Hier sieht man dann schnell, wo auch das Todesjahr Sinn macht oder sogar ein Teil des Artikels angepasst werden muss. Auch hilft das „Werkzeug“ auf der linken Seite sehr gut, um solche Seiten aufzufinden: „Links auf diese Seite“. Somit ist die Wikipedia wieder aktuell in allen Bereichen! Hinweis: bei Eintragung der Kategorie „Gestorben JAHR“ wird der Missbrauchsfilter 49 ausgelöst, was jedoch nicht schlimm ist. Siehe: Spezial:Missbrauchsfilter/49
Dies ist eine Liste von im Jahr 1256 verstorbenen bekannten Persönlichkeiten. Die Einträge erfolgen innerhalb der einzelnen Daten alphabetisch sortiert. Tiere sind im Nekrolog für Tiere zu finden.

## Januar
| Tag        | Name                  | Beruf, bekannt als               | Alter | Beleg |
| ---------- | --------------------- | -------------------------------- | ----- | ----- |
| 4. Januar  | Bernhard von Spanheim | Herzog von Kärnten               |       |       |
| 18. Januar | Maria von Brabant     | durch Heirat Herzogin von Bayern |       |       |
| 20. Januar | Renaud de Vichiers    | Großmeister des Templerordens    |       |       |
| 28. Januar | Wilhelm von Holland   | römisch-deutscher König          | 27    |       |
| 31. Januar | William of York       | Bischof von Salisbury            |       |       |

## Februar
| Tag         | Name                    | Beruf, bekannt als                                               | Alter | Beleg |
| ----------- | ----------------------- | ---------------------------------------------------------------- | ----- | ----- |
| 9. Februar  | Alice de Lusignan       | französisch-englische Adlige                                     |       |       |
| 28. Februar | Sophie von Weichselburg | Gräfin von Stein (in Oberkrain) und Markgräfin von Istrien-Krain |       |       |

## Juni
| Tag     | Name                              | Beruf, bekannt als                             | Alter | Beleg |
| ------- | --------------------------------- | ---------------------------------------------- | ----- | ----- |
| 4. Juni | Witiko von Prčice und Blankenberg | böhmischer Adliger in Diensten der Přemysliden |       |       |

## September
| Tag           | Name                 | Beruf, bekannt als                          | Alter | Beleg |
| ------------- | -------------------- | ------------------------------------------- | ----- | ----- |
| 1. September  | Kujō Yoritsune       | japanischer Shogun des Kamakura-Shogunates  | 38    |       |
| 21. September | William von Kilkenny | Lordkanzler von England und Bischof von Ely |       |       |
| 28. September | Wilhelm von Tübingen | Graf von Tübingen und Graf von Gießen       |       |       |

## Oktober
| Tag         | Name             | Beruf, bekannt als                           | Alter | Beleg |
| ----------- | ---------------- | -------------------------------------------- | ----- | ----- |
| 14. Oktober | Kujō Yoritsugu   | Shōgun                                       | 16    |       |
| 25. Oktober | Thomas de Vipont | englischer Geistlicher, Bischof von Carlisle |       |       |

## November
| Tag          | Name                      | Beruf, bekannt als         | Alter | Beleg |
| ------------ | ------------------------- | -------------------------- | ----- | ----- |
| 15. November | Ludolf II. von Hallermund | Graf von Hallermund-Loccum |       |       |

## Datum unbekannt
| Tag | Name                        | Beruf, bekannt als                                                           | Alter | Beleg |
| --- | --------------------------- | ---------------------------------------------------------------------------- | ----- | ----- |
|     | Friedrich von Antiochia     | Graf von Alba und Celano, Sohn Kaiser Friedrichs II.                         |       |       |
|     | Heinrich II. von Praunheim  | Ritter                                                                       |       |       |
|     | Hugo von Digne              | Franziskaner                                                                 |       |       |
|     | Jakob ben Abba Mari Anatoli | jüdischer Philosoph und Arzt                                                 |       |       |
|     | Kaliman II. Assen           | Zar der Bulgaren (1256)                                                      |       |       |
|     | Konstantin Maliasenos       | thessalischer Magnat, Schwiegersohn von Michael I. Komnenos Dukas von Epirus |       |       |
|     | Li Zhichang                 | Oberhaupt der daoistischen Quanzhen-Schule                                   |       |       |
|     | Michael II. Assen           | Zar der Bulgaren (1246–1256)                                                 |       |       |
|     | Niall, Earl of Carrick      | Graf von Carrick                                                             |       |       |
|     | Nadschmuddin Daya Razi      | islamischer Mystiker                                                         |       |       |
|     | Rhys ap Gruffydd            | Lord von Senghenydd (Südwales)                                               |       |       |
|     | Johannes de Sacrobosco      | englischer Mathematiker                                                      |       |       |